# Sigela penumbrata
Sigela penumbrata är en fjärilsart som beskrevs av George Duryea Hulst 1896. Sigela penumbrata ingår i släktet Sigela och familjen nattflyn. Inga underarter finns listade i Catalogue of Life.

## Bildgalleri

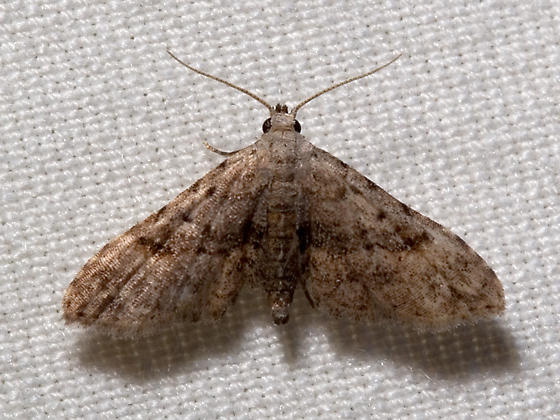